# Капсихорская долина
Капсихорская доли́на (укр. Капсихорська долина, крымскотат. Qapsihor, Къапсихор вадийси) — долина в восточной части Южного берега Крыма. Ограничена с восточной стороны хребтом Голлер и горой Ай-Фока, с западной — заказником Аунлар, с северной — горой Каматра, с южной — береговой линией моря Капсихорской бухты. В Капсихорской долине протекает река Шелен.
Получила название в честь расположенного в долине исторического села Капсихор.

## Описание
В 1793 году Петром Палласом было составлено первое известное описание Капсихорской долины:
Долина Капсихора, богатая садами и виноградниками, с самым приятным положением — около полутора верст от моря, между горами — открывается к бухте, образующей прибрежье между мысом Чобан-кале и горами, выдавшимися в море между этим местом и Кутлаком. 
...Богатые татары, жители этих мест, имеют на берегу моря под высотами превосходные поля с огурцами и льном, старательно унаваживаемые и орошаемые. Крап растет здесь в низинах без посева, и можно было бы разводить и хлопок с большой выгодой. Но вино здесь очень плохое потому, что не обращают внимания на посадку лучших сортов виноградных лоз в садах..

В 1873 году В. Х. Кондараки, в своей книге «Универсальное описание Крыма», так описывал Капсихорскую долину:
Капсихор находится в трех или четырех верстах от Чебан-Кальской крепости в прекрасной долине, пересеченной двумя ущельями, в глубине и по сторонам которой густо разбросаны фруктовые и виноградные сады. При въезде в долину эту на путешественников отрадно действует длинный ряд громадных тополей как бы нарочно выращенных, чтобы прикрыть ее от влияния бурь и морских ветров.
Многие при взгляде на них полагают, что им суждено заменять плотину против волн и наносов..
В 1890-х годах Николай Головкинский в своем в путеводителе отмечал, что почва в долине очень плодородна, а плоды здешних садов отличались прекрасным качеством. Плодородность почв Капсихорской долины отмечали и другие авторы:
Капсихорская долина издавна славилась целебным климатом и отменным плодородием. Недаром еще в ту пору, когда екатерининские вельможи и чиновники делили между собой крымские земли, долину облюбовал для себя правитель потемкинской канцелярии В. Попов. Климатические достоинства этой местности (среднегодовая температура +12°, осадков 350 мм, много солнца) тоже были оценены уже давно: здесь лечили больных песочными ваннами, а в 1910 году была организована дачная «колония»; в числе ее членов были  и Леонид Андреев, Федор Шаляпин
В изданном в 1910 году 14м томе Полного географического описания нашего Отечества также отмечается удобство Капсихорской бухты для захода судов:
По долине протекает река Шелен, впадающая в удобную для захода глубокосидящих судов бухту, глубиной 16-20 сажен.
...Виноградники в долине занимают до 130 1/2 десятин.
В Капсихорской долине расположены виноградники образованного в 1960 году винодельческого предприятия «Морское», входящего в состав ПАО «Массандра».

## Геология
Более миллиона лет назад была подводной террасой. В геологическом строении побережья, включающем Капсихорскую долину, участвует комплекс автохтонных пород таврического (T3-J1) и среднеюрского (J2) флиша, обнажившихся в ходе альпийских горообразовательных движений, когда южное крыло мегантиклинория Горного Крыма было погружено под уровень Чёрного моря. Доминирующими породами в эскиординском флише являются аргиллиты — тёмно-серые, слегка коричневатые или зеленоватые, иногда почти чёрные, довольно слабо метаморфизированные. Алевролиты играют подчинённую по мощности роль, образуя прослои толщиной от нескольких сантиметров до 1 метра, неравномерно распределённые среди глинистых пород.

## Археология
В 1988 году в Капсихорской долине между дорогой Судак-Алушта и сельским кладбищем села Морское А. В. Джановым обнаружены гончарные печи, датируемые серединой XI в. — первой половиной X в. Ориентировочная площадь памятника составляет 30х30 метров, не раскапывались. Во время разведок на осыпи над шоссе были собраны фрагменты бракованных перекаленных керамических изделий: причерноморских амфор, глиняных фляг и ойнахой второй половины IX — середины X вв.
Во время разведочных шурфовок 2003 года в центре села Морское был встречен керамический материал второй половины XIII — первой половины XIV вв. (фрагменты амфорной тары, византийская поливная керамика никейского производства).

## Галерея

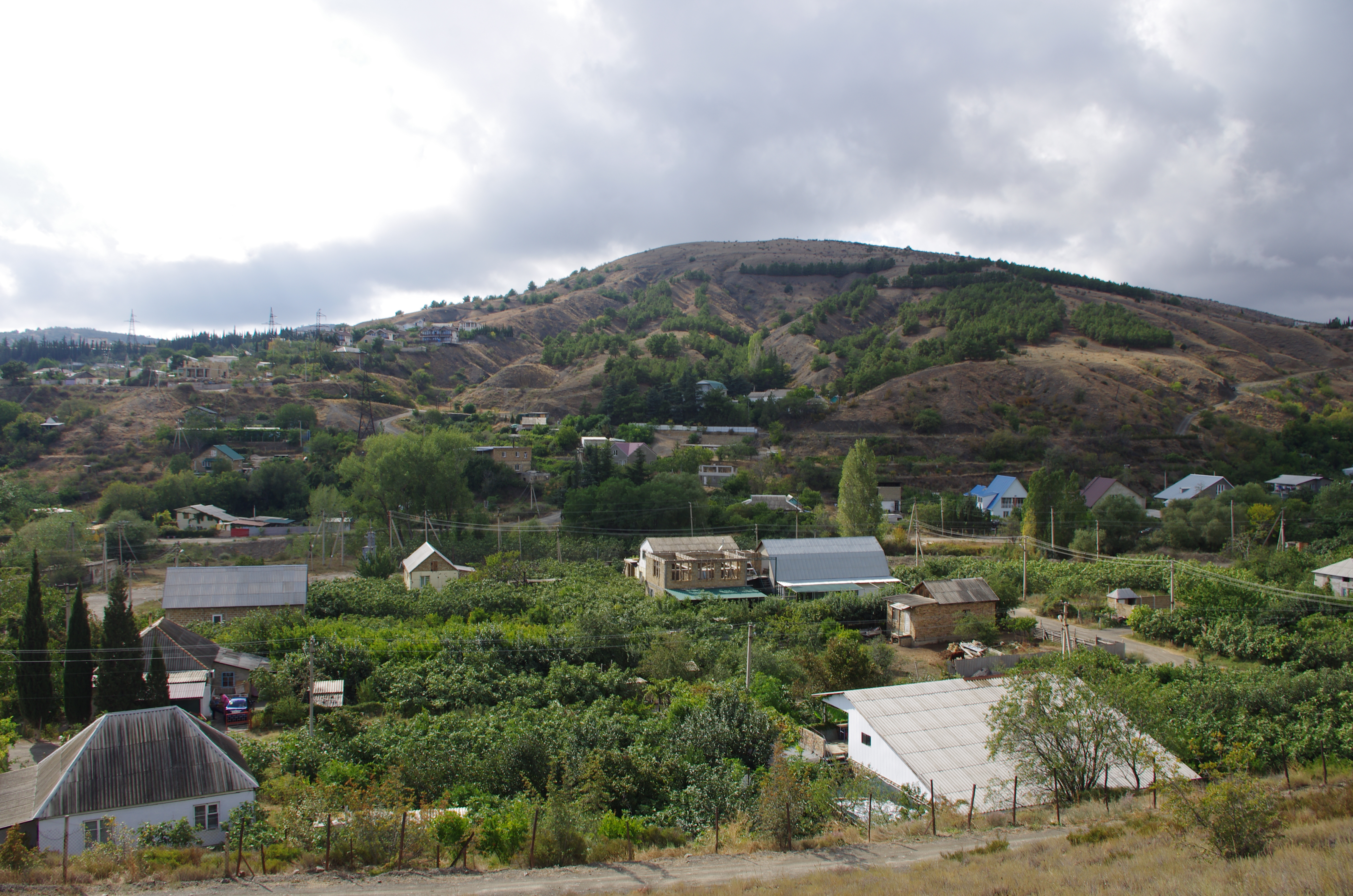
Вид на Капсихорскую долину и гору Каматра со стороны хребта Голлер
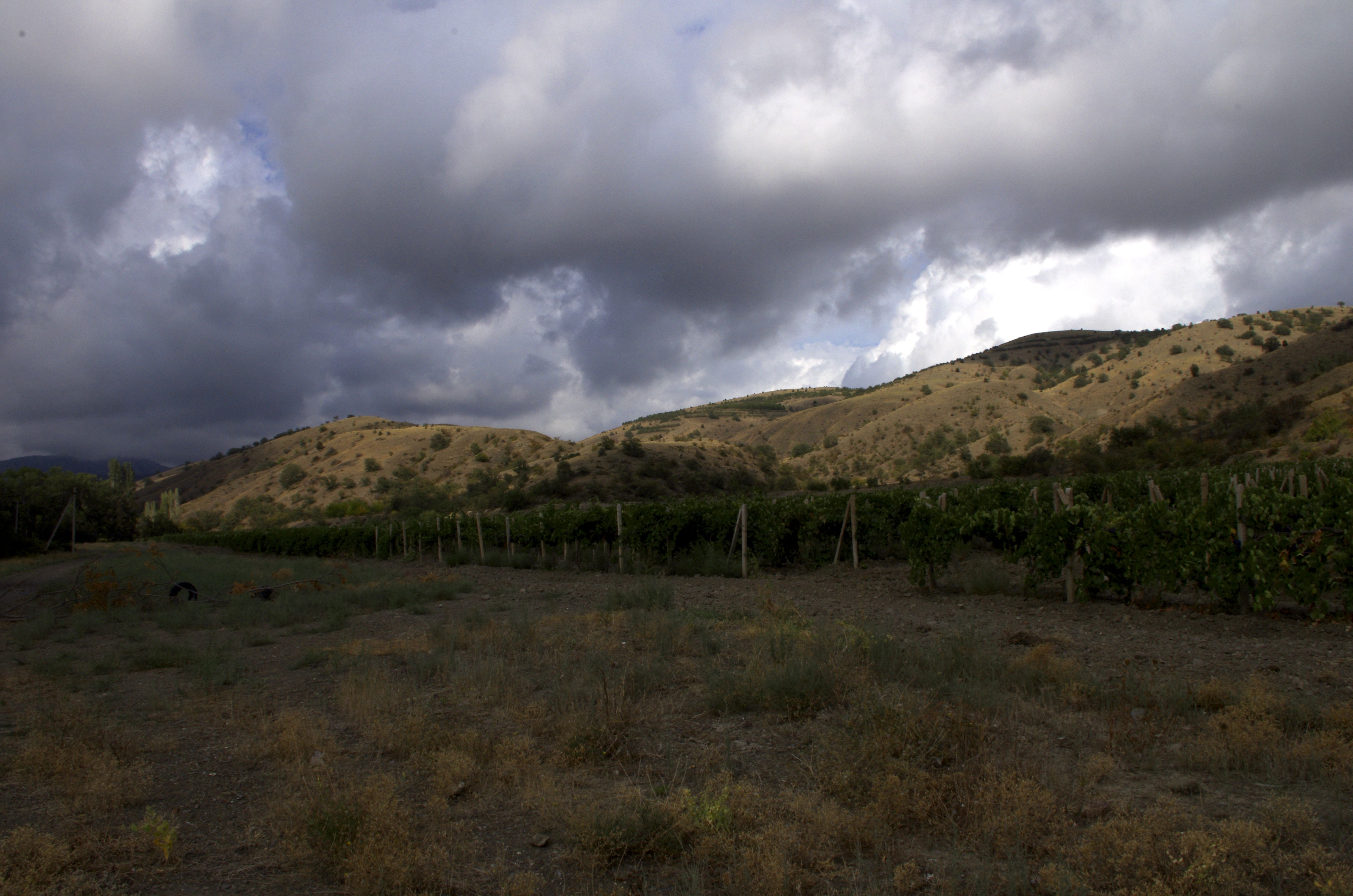
Вид на Капсихорскую долину по направлению к селу Громовка
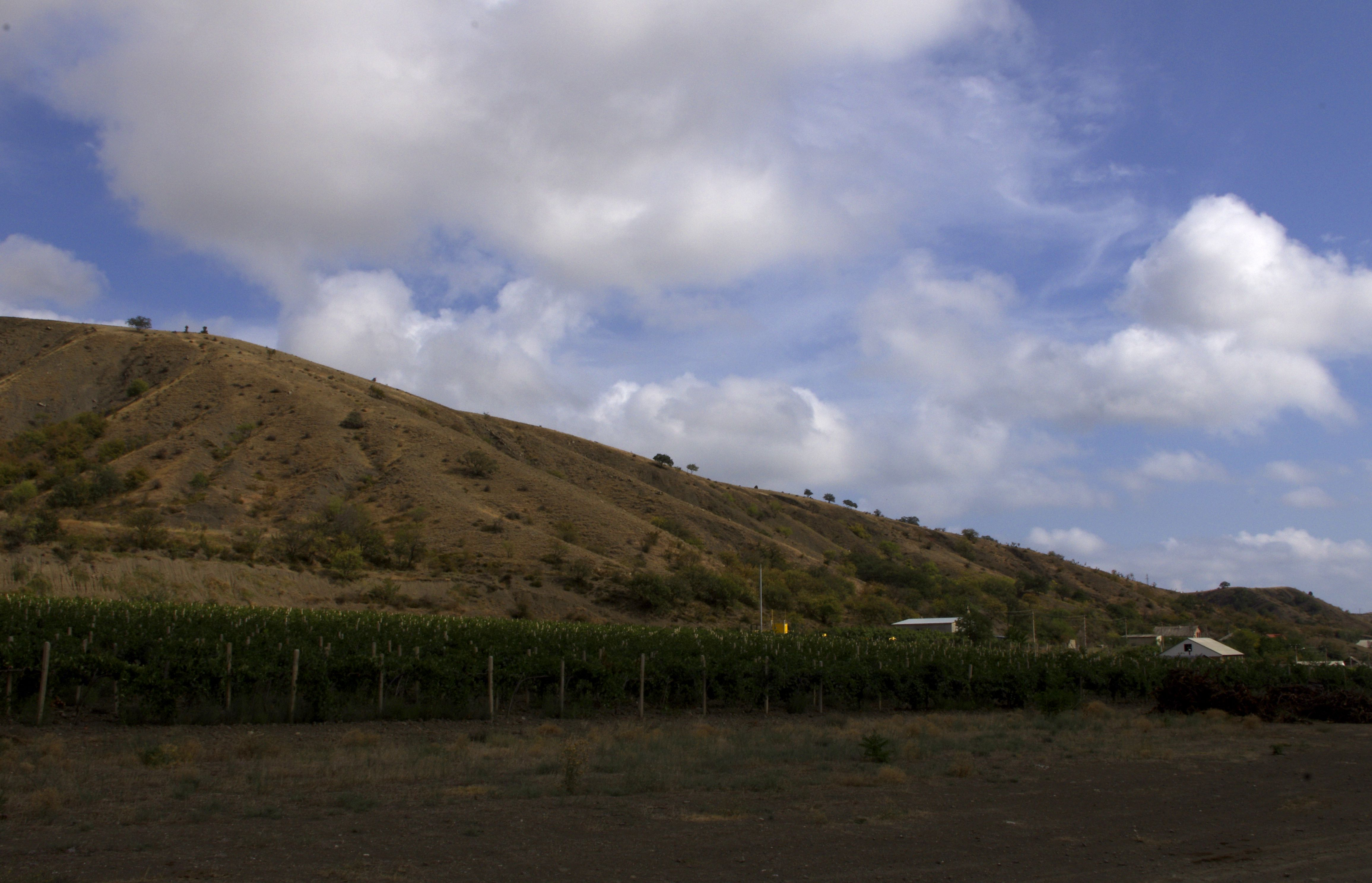
Вид на Капсихорскую долину по направлению к селу Морское